# Anundsjö-Skorpeds pastorat
Anundsjö-Skorpeds pastorat var ett pastorat i Örnsköldsviks kontrakt i stiftet Härnösands stift i Svenska kyrkan. Pastoratet uppgick 1 januari 2022 i Örnsköldsviks södra pastorat.
Pastoratskoden var 100607.
Pastoratet omfattade följande församlingar:
- Anundsjö församling
- Skorpeds församling